# Bus quàntic

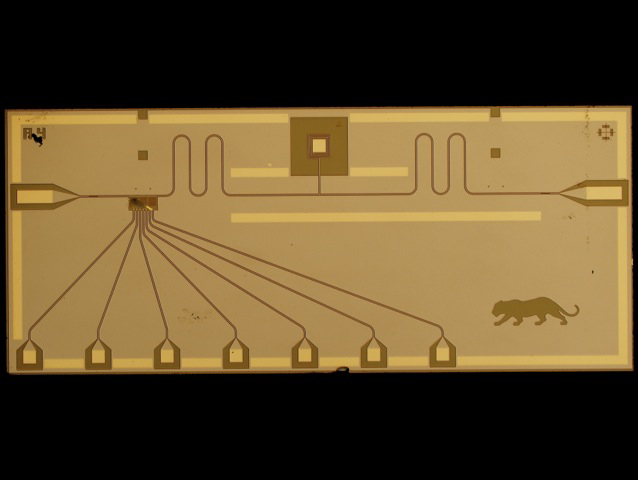
Micrografia d'un dispositiu de bus quàntic similar al mesurat per a aquest experiment. Tingueu en compte que el tigre de Princeton fa 1 mm del cap a la cua. Els qubits de l'òrbita de rotació es troben al nexe dels set elèctrodes de la porta.

Un bus quàntic és un dispositiu que es pot utilitzar per emmagatzemar o transferir informació entre qubits independents en un ordinador quàntic, o combinar dos qubits en una superposició. És l'anàleg quàntic d'un bus clàssic.

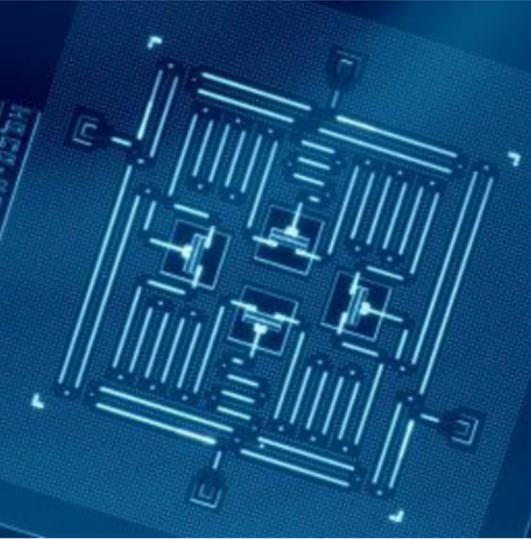
Un dispositiu que consta de quatre qubits transmons, quatre busos quàntics i quatre ressonadors de lectura fabricats a IBM i que apareixen al document "Building logical qubits in a superconducting quantum computing system" de Jay M. Gambetta, Jerry M. Chow i Matthias Steffen. (npj Quantum Information (2017).

Hi ha diversos sistemes físics que es poden utilitzar per realitzar un bus quàntic, inclosos ions atrapats, fotons i qubits superconductors. Els ions atrapats, per exemple, poden utilitzar el moviment quantificat dels ions (fonons) com a bus quàntic, mentre que els fotons poden actuar com a portadors d'informació quàntica utilitzant l'augment de la força d'interacció proporcionada per l'electrodinàmica quàntica de la cavitat. L'electrodinàmica quàntica de circuits, que utilitza qubits superconductors acoblats a una cavitat de microones en un xip, és un altre exemple d'un bus quàntic que s'ha demostrat amb èxit en experiments.

## Història
El concepte va ser demostrat per primera vegada per investigadors de la Universitat Yale i el National Institute of Standards and Technology (NIST) el 2007. Abans d'aquesta demostració experimental, els científics del NIST havien descrit el bus quàntic com un dels possibles blocs bàsics de les arquitectures de computació quàntica.

## Descripció matemàtica
Es pot construir un bus quàntic per a qubits superconductors amb una cavitat de ressonància. L'hamiltonià per a un sistema amb qubit A, qubit B i la cavitat de ressonància o bus quàntic que connecta els dos és {\displaystyle {\hat {H}}={\hat {H}}_{r}+\sum \limits _{j=A,B}{\hat {H}}_{j}+\sum \limits _{j=A,B}hg_{i}\left({\hat {a}}^{\dagger }{\hat {\sigma }}_{-}^{j}+{\hat {a}}{\hat {\sigma }}_{\text{+}}^{j}\right)} on {\displaystyle {\hat {H}}_{j}={\frac {1}{2}}\hbar \omega _{j}{\hat {\sigma }}_{+}^{j}{\hat {\sigma }}_{-}^{j}} és el qubit únic hamiltonià, {\displaystyle {\hat {\sigma }}_{+}^{j}{\hat {\sigma }}_{-}^{j}} és l'operador de pujada o baixada per crear o destruir excitacions en el {\displaystyle j} el qubit, i {\displaystyle \hbar \omega _{j}} està controlat per l'amplitud del biaix del flux de CC i radiofreqüència.